# 1. Fußball- und Sportverein Mainz 05 2003-2004
Questa voce raccoglie le informazioni riguardanti il 1. Fußball- und Sportverein Mainz 05 nelle competizioni ufficiali della stagione 2003-2004.

## Stagione
Nella stagione 2003-2004 il Magonza, allenato da Jürgen Klopp, concluse il campionato di 2. Bundesliga al 3º posto. In Coppa di Germania il Magonza fu eliminato al primo turno dal Velbert.

## Rosa
| N. |                       | Ruolo | Calciatore        |
| -- | --------------------- | ----- | ----------------- |
| 1  | Germania (bandiera)   | P     | Dimo Wache        |
| 2  | Svizzera (bandiera)   | D     | Marco Walker      |
| 3  | Germania (bandiera)   | C     | Torsten Ziegner   |
| 4  | Germania (bandiera)   | C     | Sandro Schwarz    |
| 5  | Kazakistan (bandiera) | D     | Peter Neustädter  |
| 6  | Slovenia (bandiera)   | C     | Rajko Tavčar      |
| 7  | Germania (bandiera)   | A     | Benjamin Auer     |
| 8  | Germania (bandiera)   | C     | Fabian Gerber     |
| 9  | Germania (bandiera)   | C     | Dennis Weiland    |
| 10 | Germania (bandiera)   | D     | Manuel Friedrich  |
| 11 | Germania (bandiera)   | C     | Markus Dworrak    |
| 13 | Ghana (bandiera)      | A     | Nana Bediako      |
| 14 | Germania (bandiera)   | C     | Jürgen Kramny     |
| 15 | Germania (bandiera)   | A     | Christoph Teinert |
| 16 | Slovenia (bandiera)   | D     | Spasoje Bulajič   |
| 17 | Germania (bandiera)   | D     | Marco Rose        |

| N. |                     | Ruolo | Calciatore          |
| -- | ------------------- | ----- | ------------------- |
| 18 | Croazia (bandiera)  | D     | Robert Nikolic      |
| 19 | Germania (bandiera) | C     | Christof Babatz     |
| 20 | Italia (bandiera)   | C     | Giovanni Speranza   |
| 22 | Germania (bandiera) | A     | Niclas Weiland      |
| 23 | Germania (bandiera) | P     | Sven Hoffmeister    |
| 25 | Brasile (bandiera)  | C     | Antônio da Silva    |
| 26 | Ungheria (bandiera) | D     | Tamás Bódog         |
| 27 | Germania (bandiera) | A     | Michael Thurk       |
| 28 | Germania (bandiera) | D     | Mathias Abel        |
| 29 | Germania (bandiera) | P     | Christian Wetklo    |
| 31 | Germania (bandiera) | C     | Michael Falkenmayer |
| 32 | Germania (bandiera) | C     | Stefan Kühne        |
| 33 | Germania (bandiera) | C     | Mimoun Azaouagh     |
| 34 | Germania (bandiera) | D     | Christopher Ihm     |
| 36 | Germania (bandiera) | A     | Claudius Weber      |

## Organigramma societario
Area tecnica
- Allenatore: Jürgen Klopp
- Allenatore in seconda: Željko Buvač
- Preparatore dei portieri: Stephan Kuhnert
- Preparatori atletici: Axel Busenkell, Christopher Rohrbeck

## Calciomercato

### Sessione estiva
| Acquisti | Acquisti          | Acquisti                 | Acquisti |
| R.       | Nome              | da                       | Modalità |
| -------- | ----------------- | ------------------------ | -------- |
| D        | Marco Walker      | Aarau                    |          |
| C        | Antônio da Silva  | Wehen Wiesbaden          |          |
| C        | Fabian Gerber     | St. Pauli                |          |
| C        | Giovanni Speranza | Eintracht Francoforte II |          |
| C        | Rajko Tavčar      | Wacker Burghausen        |          |
| A        | Christoph Teinert | Hoffenheim               |          |
| C        | Torsten Ziegner   | Rot-Weiß Erfurt          |          |

| Cessioni | Cessioni        | Cessioni                | Cessioni |
| R.       | Nome            | da                      | Modalità |
| -------- | --------------- | ----------------------- | -------- |
| A        | Igoris Morinas  | Jahn Ratisbona          |          |
| C        | Andreas Buck    | Eintracht Bad Kreuznach |          |
| D        | Sven Christ     | Aarau                   |          |
| C        | Grover Gibson   | Elversberg              |          |
| C        | Christian Hock  | Kickers Offenbach       |          |
| A        | Ermin Melunovic | Jahn Ratisbona          |          |
| A        | Arild Stavrum   | Molde                   |          |
| A        | Andrij Voronin  | Colonia                 |          |

### Sessione invernale
| Acquisti | Acquisti         | Acquisti     | Acquisti |
| R.       | Nome             | da           | Modalità |
| -------- | ---------------- | ------------ | -------- |
| D        | Manuel Friedrich | Werder Brema |          |
| C        | Markus Dworrak   | Colonia      |          |

| Cessioni | Cessioni | Cessioni | Cessioni |
| R.       | Nome     | da       | Modalità |
| -------- | -------- | -------- | -------- |

## Risultati

### 2. Bundesliga

#### Girone di andata
| Arbitro: | Brych |

|                        |           |              |
| Kramny 44’ Teinert 86’ | Marcatori | 17’ Baumgart |

| Arbitro: | Perl |

|                                |           |                    |
| Krontiris 32’ Grlić 90’ (rig.) | Marcatori | 21’ Auer 66’ Thurk |

| Arbitro: | Kircher |

|                     |           |                      |
| Silva 34’ Thurk 51’ | Marcatori | 56’ (rig.) Krzynówek |

| Arbitro: | Scheppe |

|                             |           |                            |
| Kramny 15’ (aut.) Džaka 38’ | Marcatori | 8’ (rig.) Thurk 48’ Gerber |

| Arbitro: | Sippel |

|                         |           |  |
| Weiland 41’ Teinert 90’ | Marcatori |  |

| Arbitro: | Koop |

|                |           |                              |
| Hillebrand 85’ | Marcatori | 36’ Thurk 83’ Silva 90’ Auer |

| Arbitro: | Fleischer |

|           |           |            |
| Thurk 88’ | Marcatori | 58’ Saenko |

| Arbitro: | Fröhlich |

|                              |           |  |
| Örüm 30’ (rig.) Mokhtari 55’ | Marcatori |  |

| Arbitro: | Trautmann |

|            |           |  |
| Boakye 39’ | Marcatori |  |

| Arbitro: | Kemmling |

|                                                 |           |                |
| Silva 22’ (rig.) Teinert 42’ Thurk 53’ Auer 66’ | Marcatori | 18’ Reghecampf |

| Arbitro: | Aust |

|                |           |            |
| Shubitidze 36’ | Marcatori | 51’ Kramny |

| Arbitro: | Walz |

|           |           |                              |
| Kramny 2’ | Marcatori | 21’, 90’ Ruman 74’ Burkhardt |

| Arbitro: | Weber |

|  |           |           |
|  | Marcatori | 73’ Thurk |

| Arbitro: | Stachowiak |

|                                 |           |           |
| Thurk 17’, 83’ Silva 65’ (rig.) | Marcatori | 40’ Zandi |

| Arbitro: | Weiner |

|            |           |           |
| Copado 63’ | Marcatori | 18’ Thurk |

| Arbitro: | Kinhöfer |

|           |           |              |
| Weber 66’ | Marcatori | 76’ Willmann |

| Arbitro: | Gräfe |

|             |           |  |
| Winkler 13’ | Marcatori |  |

#### Girone di ritorno
| Arbitro: | Albrecht |

|          |           |           |
| Bruns 7’ | Marcatori | 82’ Weber |

| Arbitro: | Jansen |

|                                                    |           |                         |
| Friedrich 50’ Bediako 75’ (aut.) Babatz 80’ (rig.) | Marcatori | 26’ Salou 44’ Krontiris |

| Arbitro: | Walz |

|                         |           |                        |
| Krzynówek 3’ Mintál 71’ | Marcatori | 30’ Gerber 53’ Dworrak |

| Magonza 20 febbraio 2004, ore 19:00 CET 21ª giornata | Magonza | 0 – 0 referto | Osnabrück | Stadion am Bruchweg (14 700 spett.)\| Arbitro: \| Weber \| |
| Arbitro:                                             | Weber   |               |           |                                                            |

| Magonza 7 marzo 2004, ore 15:00 CET 23ª giornata | Magonza    | 0 – 0 referto | LR Ahlen | Stadion am Bruchweg (12 000 spett.)\| Arbitro: \| Stachowiak \| |
| Arbitro:                                         | Stachowiak |               |          |                                                                 |

| Oberhausen 10 marzo 2004, ore 18:15 CET 22ª giornata | RW Oberhausen | 0 – 0 referto | Magonza | Niederrheinstadion (7 314 spett.)\| Arbitro: \| Wack \| |
| Arbitro:                                             | Wack          |               |         |                                                         |

| Arbitro: | Jansen |

|                |           |             |
| Engelhardt 88’ | Marcatori | 90’ Teinert |

| Arbitro: | Anklam |

|             |           |  |
| Weiland 48’ | Marcatori |  |

| Arbitro: | Sippel |

|  |           |                       |
|  | Marcatori | 30’ Vata 47’ Porcello |

| Cottbus 5 aprile 2004, ore 20:15 CEST 27ª giornata | Energie Cottbus | 0 – 0 referto | Magonza | Stadion der Freundschaft (12 100 spett.)\| Arbitro: \| Kircher \| |
| Arbitro:                                           | Kircher         |               |         |                                                                   |

| Arbitro: | Steinborn |

|           |           |           |
| Silva 51’ | Marcatori | 55’ Curri |

| Arbitro: | Rafati |

|                                          |           |            |
| Bódog 34’ (aut.) Rösler 44’ Feinbier 73’ | Marcatori | 62’ Gerber |

| Arbitro: | Hoyzer |

|                                            |           |              |
| Weiland 2’ Friedrich 38’ Auer 56’ Rose 85’ | Marcatori | 90’ Ahanfouf |

| Arbitro: | Henschel |

|               |           |                                                                 |
| Scharping 23’ | Marcatori | 33’ (aut.) Plaßhenrich 38’ (rig.) Babatz 70’ Auer 90’ Friedrich |

| Arbitro: | Pickel |

|                            |           |  |
| Thurk 4’ Babatz 29’ (rig.) | Marcatori |  |

| Ratisbona 16 maggio 2004, ore 15:00 CEST 33ª giornata | Jahn Ratisbona | 0 – 0 referto | Magonza | Jahnstadion (10 000 spett.)\| Arbitro: \| Keßler \| |
| Arbitro:                                              | Keßler         |               |         |                                                     |

| Arbitro: | Albrecht |

|                              |           |  |
| Thurk 23’, 67’ Friedrich 66’ | Marcatori |  |

### Coppa di Germania
| Arbitro: | Gagelmann |

|                                   |                      |                        |
| Kaya Kuchem Weiß Castilla Bestler | Tiri di rigore 5 – 3 | Auer Tavčar Kühne Rose |

## Statistiche

### Statistiche di squadra
| Competizione      | Punti | In casa | In casa | In casa | In casa | In casa | In casa | In trasferta | In trasferta | In trasferta | In trasferta | In trasferta | In trasferta | Totale | Totale | Totale | Totale | Totale | Totale | DR  |
| Competizione      | Punti | G       | V       | N       | P       | Gf      | Gs      | G            | V            | N            | P            | Gf           | Gs           | G      | V      | N      | P      | Gf     | Gs     | DR  |
| ----------------- | ----- | ------- | ------- | ------- | ------- | ------- | ------- | ------------ | ------------ | ------------ | ------------ | ------------ | ------------ | ------ | ------ | ------ | ------ | ------ | ------ | --- |
| 2. Bundesliga     | 54    | 17      | 10      | 5       | 2       | 30      | 15      | 17           | 3            | 10           | 4            | 19           | 19           | 34     | 13     | 15     | 6      | 49     | 34     | +15 |
| Coppa di Germania | -     | 0       | 0       | 0       | 0       | 0       | 0       | 1            | 0            | 1            | 0            | 0            | 0            | 1      | 0      | 1      | 0      | 0      | 0      | 0   |
| Totale            | 54    | 17      | 10      | 5       | 2       | 30      | 15      | 18           | 3            | 11           | 4            | 19           | 19           | 35     | 13     | 16     | 6      | 49     | 34     | +15 |

### Andamento in campionato
| Giornata  | 1 | 2 | 3 | 4 | 5 | 6 | 7 | 8 | 9 | 10 | 11 | 12 | 13 | 14 | 15 | 16 | 17 | 18 | 19 | 20 | 21 | 22 | 23 | 24 | 25 | 26 | 27 | 28 | 29 | 30 | 31 | 32 | 33 | 34 |
| --------- | - | - | - | - | - | - | - | - | - | -- | -- | -- | -- | -- | -- | -- | -- | -- | -- | -- | -- | -- | -- | -- | -- | -- | -- | -- | -- | -- | -- | -- | -- | -- |
| Luogo     | C | T | C | T | C | T | C | T | T | C  | T  | C  | T  | C  | T  | C  | T  | T  | C  | T  | C  | C  | T  | T  | C  | C  | T  | C  | T  | C  | T  | C  | T  | C  |
| Risultato | V | N | V | N | V | V | N | P | P | V  | N  | P  | V  | V  | N  | N  | P  | N  | V  | N  | N  | N  | N  | N  | V  | P  | N  | N  | P  | V  | V  | V  | N  | V  |
| Posizione | 5 | 4 | 2 | 2 | 2 | 1 | 1 | 2 | 4 | 3  | 3  | 6  | 4  | 2  | 2  | 3  | 6  | 5  | 4  | 4  | 5  | 5  | 4  | 5  | 5  | 6  | 6  | 6  | 8  | 6  | 5  | 5  | 4  | 3  |

Legenda:

Luogo: C = Casa; T = Trasferta. Risultato: V = Vittoria; N = Pareggio; P = Sconfitta.

### Statistiche dei giocatori
| Giocatore      | 2. Bundesliga | 2. Bundesliga | 2. Bundesliga | 2. Bundesliga | Coppa di Germania | Coppa di Germania | Coppa di Germania | Coppa di Germania | Totale   | Totale | Totale      | Totale     |
| Giocatore      | Presenze      | Reti          | Ammonizioni   | Espulsioni    | Presenze          | Reti              | Ammonizioni       | Espulsioni        | Presenze | Reti   | Ammonizioni | Espulsioni |
| -------------- | ------------- | ------------- | ------------- | ------------- | ----------------- | ----------------- | ----------------- | ----------------- | -------- | ------ | ----------- | ---------- |
| M. Abel        | 18            | 0             | 1             | 0             | 1                 | 0                 | 0                 | 0                 | 19       | 0      | 1           | 0          |
| B. Auer        | 30            | 5             | 2             | 0             | 1                 | 0                 | 0                 | 0                 | 31       | 5      | 2           | 0          |
| M. Azaouagh    | 24            | 0             | 5             | 0             | 1                 | 0                 | 0                 | 0                 | 25       | 0      | 5           | 0          |
| C. Babatz      | 20            | 3             | 3             | 0             | 0                 | 0                 | 0                 | 0                 | 20       | 3      | 3           | 0          |
| N. Bediako     | 0             | 0             | 0             | 0             | 0                 | 0                 | 0                 | 0                 | 0        | 0      | 0           | 0          |
| S. Bulajič     | 2             | 0             | 0             | 1             | 0                 | 0                 | 0                 | 0                 | 2        | 0      | 0           | 1          |
| T. Bódog       | 25            | 0             | 10            | 1             | 1                 | 0                 | 0                 | 0                 | 26       | 0      | 10          | 1          |
| M. Dworrak     | 9             | 1             | 3             | 0             | 0                 | 0                 | 0                 | 0                 | 9        | 1      | 3           | 0          |
| M. Falkenmayer | 8             | 0             | 0             | 0             | 0                 | 0                 | 0                 | 0                 | 8        | 0      | 0           | 0          |
| M. Friedrich   | 17            | 4             | 2             | 0             | 0                 | 0                 | 0                 | 0                 | 17       | 4      | 2           | 0          |
| F. Gerber      | 25            | 3             | 0             | 0             | 1                 | 0                 | 0                 | 0                 | 26       | 3      | 0           | 0          |
| S. Hoffmeister | 0             | 0             | 0             | 0             | 0                 | 0                 | 0                 | 0                 | 0        | 0      | 0           | 0          |
| C. Ihm         | 0             | 0             | 0             | 0             | 0                 | 0                 | 0                 | 0                 | 0        | 0      | 0           | 0          |
| J. Kramny      | 29            | 3             | 2             | 0             | 1                 | 0                 | 1                 | 0                 | 30       | 3      | 3           | 0          |
| S. Kühne       | 2             | 0             | 0             | 0             | 1                 | 0                 | 0                 | 0                 | 3        | 0      | 0           | 0          |
| P. Neustädter  | 1             | 0             | 0             | 0             | 0                 | 0                 | 0                 | 0                 | 1        | 0      | 0           | 0          |
| R. Nikolic     | 22            | 0             | 4             | 1             | 1                 | 0                 | 0                 | 0                 | 23       | 0      | 4           | 1          |
| M. Rose        | 32            | 1             | 5             | 0             | 1                 | 0                 | 0                 | 0                 | 33       | 1      | 5           | 0          |
| S. Schwarz     | 21            | 0             | 2             | 0             | 1                 | 0                 | 0                 | 0                 | 22       | 0      | 2           | 0          |
| A. Silva       | 25            | 5             | 3             | 0             | 0                 | 0                 | 0                 | 0                 | 25       | 5      | 3           | 0          |
| G. Speranza    | 0             | 0             | 0             | 0             | 0                 | 0                 | 0                 | 0                 | 0        | 0      | 0           | 0          |
| R. Tavčar      | 7             | 0             | 2             | 0             | 1                 | 0                 | 1                 | 0                 | 8        | 0      | 3           | 0          |
| C. Teinert     | 26            | 4             | 4             | 1             | 0                 | 0                 | 0                 | 0                 | 26       | 4      | 4           | 1          |
| M. Thurk       | 31            | 13            | 7             | 0             | 1                 | 0                 | 0                 | 0                 | 32       | 13     | 7           | 0          |
| D. Wache       | 34            | 0             | 1             | 0             | 1                 | 0                 | 0                 | 0                 | 35       | 0      | 1           | 0          |
| M. Walker      | 17            | 0             | 5             | 0             | 0                 | 0                 | 0                 | 0                 | 17       | 0      | 5           | 0          |
| C. Weber       | 10            | 2             | 0             | 0             | 0                 | 0                 | 0                 | 0                 | 10       | 2      | 0           | 0          |
| D. Weiland     | 16            | 0             | 2             | 1             | 0                 | 0                 | 0                 | 0                 | 16       | 0      | 2           | 1          |
| N. Weiland     | 23            | 3             | 7             | 0             | 0                 | 0                 | 0                 | 0                 | 23       | 3      | 7           | 0          |
| C. Wetklo      | 0             | 0             | 0             | 0             | 0                 | 0                 | 0                 | 0                 | 0        | 0      | 0           | 0          |
| T. Ziegner     | 0             | 0             | 0             | 0             | 0                 | 0                 | 0                 | 0                 | 0        | 0      | 0           | 0          |